# Domsten

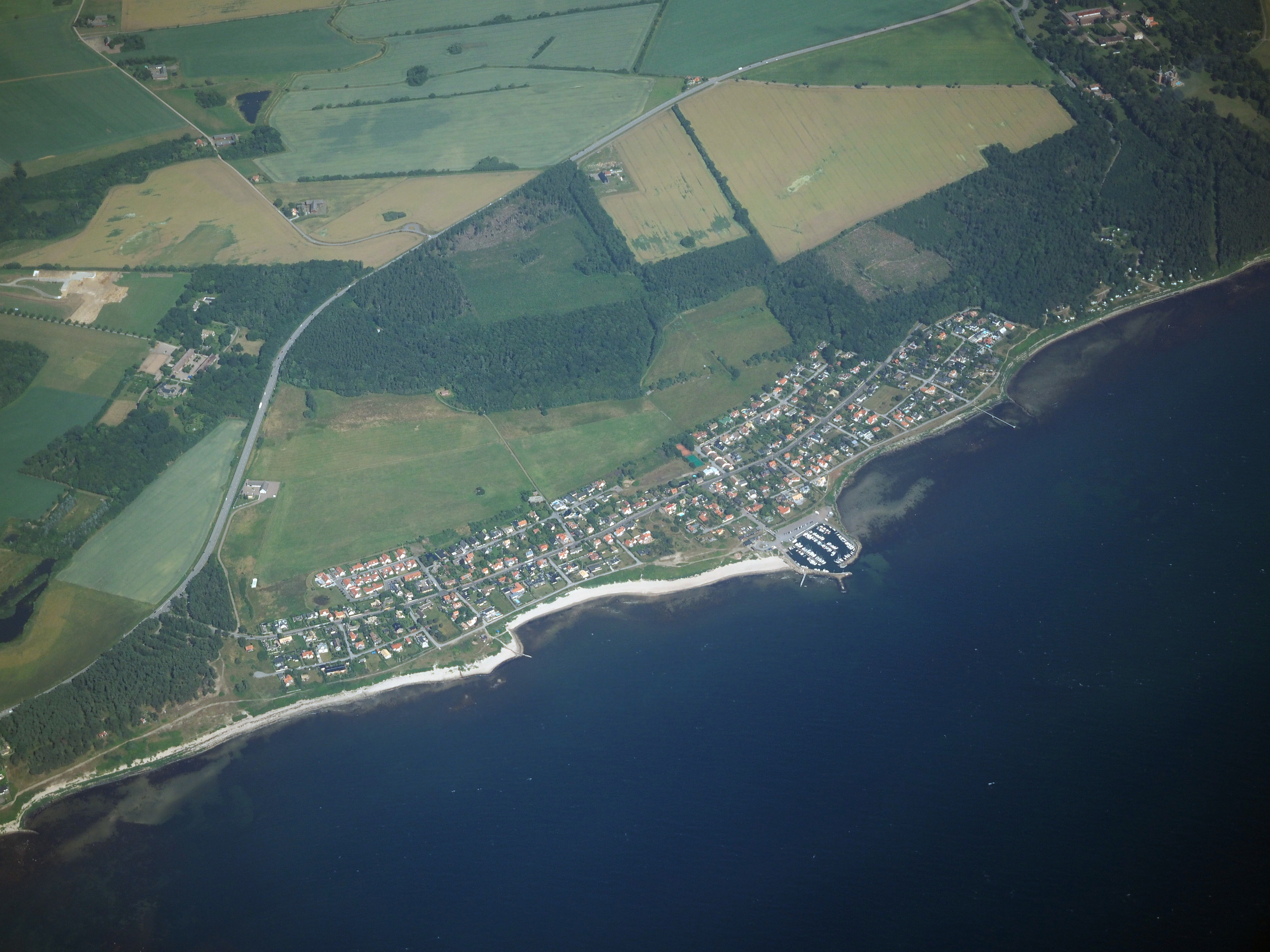
Luftbild

Domsten ist ein ehemaliges Fischerdorf in der südschwedischen Provinz Skåne län und der historischen Provinz Schonen. Der Ort liegt am Öresund ca. 12 km nördlich der Großstadt Helsingborg

## Geschichte
Erstmals erwähnt wurde der Ortsname im Jahr 1575. Ziegel für den Bau des Schlosses Kronborg in Helsingör wurden in „Dompsthenen“ verschifft. In der Umgebung wurden auch Spuren einer Besiedlung aus der Steinzeit gefunden. Im Jahr 1711 wütete die Pest in Domsten und Umgebung. Noch heute kann man an der Straße Bygatan den damaligen Pestfriedhof erkennen. Im 19. Jahrhundert entwickelte sich die Fischerei als wichtige Erwerbsquelle. Im vorigen Jahrhundert entstanden die ersten Sommerhäuser. Inzwischen ist die Gemeinde ein beliebter Wohnort in der Nähe der Stadt Helsingborg. Die Zahl der Bewohner hat sich seit 1970 in etwa verdoppelt.

## Beschreibung
Der Ort erstreckt sich entlang der Küste zwischen Strand und der Hügelkette Landborgen. Der 30 m breite Strand wird täglich gereinigt. Die Bebauung folgt der Hauptstraße Bygatan, die parallel zur Küste in Nord-Süd-Richtung verläuft. Im Zentrum liegt ein Yachthafen. Es gibt Ferienhäuser und einen Campingplatz. Im Norden und im Süden des Ortes schließen sich jeweils Naturschutzgebiete mit Kiefern- und Laubbaumwäldern sowie Strauchbewuchs an.

## Berühmte Personen
Der schwedische Komiker und Regisseur Nils Poppe wohnte von 1968 bis zu seinem Tod im Jahr 2000 in Domsten. Der Künstler und Designer Stig Lindberg hatte von 1959 bis zu seinem Tod 1982 sein Sommerhaus und Atelier in Domsten.